# Роза для Экклезиаста (рассказ)
«Роза для Экклезиаста» (англ. A Rose for Ecclesiastes) — научно-фантастический рассказ американского писателя Роджера Желязны. Впервые опубликован в 1963 году в журнале Fantasy & Science Fiction  вместе со специальной обложкой авторства Хеннеса Бока, посвященной этому рассказу. Рассказ был номинирован на премию «Хьюго».
Название этого рассказа часто используется как краткое название сборника Четвёрка на будущее, изданного в Великобритании под развернутым названием «Четвёрка на будущее: Роза для Экклезиаста» (англ. «Four for Tomorrow's: A rose for Ecclesiastes»).

## Сюжет
В рассказе идет речь об одаренном человеке, лингвисте и поэте по имени Гэллинджер, который является членом миссии, посланной для изучения Марса. Он становится первым человеком, изучающим язык религиозных текстов разумных марсиан и получившим доступ к священным текстам. Он узнает, что в далеком прошлом все марсиане мужского пола стали бесплодными. 
У Геленджера завязываются отношения с одной из марсианских танцовщиц, служащих в храме. Через некоторое время танцовщица пропадает. Геленджер отправляется на её поиски и, найдя её, узнает, что она беременна от него. В гневе от марсианского религиозного фатализма и неспособности марсиан принять беременность от человека как спасение своей расы, Гэллинджер прорывается в храм во время закрытой службы и читает в переводе на марсианский  библейскую  "книгу Экклезиаста", которую он находит тематически похожей на марсианские религиозные тексты. 
После чего главная марсианская жрица рассказывает ему, что он неправильно понял реакцию марсиан, что в их религии есть пророчество про человека из другого мира, который спасет марсиан. История заканчивается хорошо для марсиан, хотя, возможно, и не так хорошо для Гэллинджера, который обнаруживает, что танцовщица лишь выполняла свои религиозные обязанности по его соблазнению и совсем не любила его.